# Snake River (Huon River)
Der Snake River ist ein Fluss im Süden des australischen Bundesstaates Tasmanien.

## Geografie
Der 14 Kilometer lange Snake River entspringt auf dem Gallagher Plateau im Nordostteil des Southwest-Nationalparks. Von dort fließt er zunächst nach Norden bis zur Snake Mieralized Area. Dort biegt er nach Nordosten ab und mündet ungefähr sechseinhalb Kilometer nördlich des Mount Weld in den Weld River.